# Casa Națională de Asigurări de Sănătate
Casa Națională de Asigurări de Sănătate (CNAS) este autoritatea națională românească responsabilă pentru gestionarea și coordonarea sistemului de asigurări sociale de sănătate din România, având ca scop principal asigurarea unui acces echitabil al populației la servicii de sănătate precum serviciile medicale de urgență.
Sistemul asigurărilor sociale de sănătate reprezintă principalul sistem de finanțare a ocrotirii populației care oferă un pachet de servicii de bază care cuprinde servicii medicale, servicii de îngrijire a sănătății, medicamente, materiale sanitare și dispozitive medicale.
CNAS are în subordine casele județene de asigurări de sănătate (CJAS), Casa de Asigurări de Sănătate a Municipiului București, Casa Asigurărilor de Sănătate a Ministerului Transporturilor, Construcțiilor și Turismului, Casa Asigurărilor de Sănătate a Apărării, Ordinii Publice, Siguranței Naționale și Autorității Judecătorești.
CNAS colaborează cu numeroși furnizori de servicii medicale (spitale, clinici, medici de familie, laboratoare de analize), cu Ministerul Sănătății, care stabilește politica de sănătate publică, și cu Autoritatea Națională a Serviciilor Publice (ANSP).

## Organizare
CNAS este organizată pe mai multe niveluri, care se constituie în structuri centrale și teritoriale. La nivel central, CNAS se află sub conducerea unui președinte numit de către prim-ministrul României, iar la nivel județean și local, activitățile sunt gestionate de casele județene de asigurări de sănătate (CJAS), care asigură implementarea politicilor și procedurilor stabilite la nivel național.
Organele de conducere ale CNAS sunt: Adunarea Reprezentanților, Consiliul de Administrație, Președintele, Comietul director, doi vicepreședinți și Directorul General. Fiecare CJAS este autonom și are un președinte și o echipă operativă care se ocupă de administrarea fondurilor de sănătate și de implementarea programelor de asigurări sociale de sănătate la nivel local.
Deși acest model descentralizat permite o mai mare flexibilitate la nivel local, el creează și dificultăți majore de coordonare între CNAS și CJAS-uri, ceea ce poate conduce la inegalități în implementarea politicilor și la o administrare mai puțin eficientă a fondurilor. Aceste diferențe între județe pot afecta calitatea serviciilor de sănătate oferite, creând un sistem fragmentat și uneori incoerent în raport cu nevoile pacienților.

## Sistemului Informatic Unic Integrat (SIUI)
Sistemului Informatic Unic Integrat (SIUI) a fost lansat inițial în 1999, dar a intrat în faza de operare în noiembrie 2008. Dezvoltarea sistemului a implicat un consorțiu format din Hewlett-Packard (HP), ca integrator de sistem și furnizor de infrastructură informatică, Serviciul de Transmisiuni Speciale (STS), pentru telecomunicații, și SIVECO România, care a asigurat proiectarea, dezvoltarea și instalarea aplicațiilor informatice necesare.
Implementarea Sistemului Informatic Unic Integrat (SIUI) a fost un pas major în digitalizarea sistemului de sănătate din România. Acesta permite autorităților și furnizorilor de servicii medicale să gestioneze datele asiguraților, prin centralizarea informațiilor legate de serviciile medicale oferite și decontate. Deși asigurații nu au acces direct la SIUI, ei pot verifica statutul lor de asigurat prin intermediul CNP-ului, iar furnizorii de servicii pot accesa și actualiza informațiile necesare pentru acordarea corectă a îngrijirilor.
Acest sistem dorește să uniformizeze procesele administrative din domeniul sănătății, precum furnizarea de servicii medicale și farmaceutice în baza sistemului de asigurări sociale de sănătate din România.

## Sistemul Informatic de Prescripție Electronică (SIPE)
Sistemul Informatic de Prescripție Electronică (SIPE) a fost introdus în 2012 pentru îmbunătățirea procesului de prescriere și distribuire a medicamentelor prin reducerea erorilor în prescrierea medicamentelor, reducerea fraudelor, monitorizării tratamentelor.
Medicii trebuie să dispună de un calculator, imprimantă și aplicația informatică necesară pentru a crea rețeta, iar pentru a se conecta la sistemul CNAS, trebuie să utilizeze un certificat digital calificat emis de un furnizor acreditat. Medicii înregistrează rețeta emisă în sistemul CNAS, conectându-se cu un certificat și software dedicat. După furnizează pacientului un exemplar tipărit care vafi folosit la farmacie împreună cu actul de identitate. Farmacistul scanează codul 2D de pe rețetă și verifică validitatea acesteia în sistemul CNAS și eliberează medicamenele.

## Dosarul Electronic al Pacientului (DES)
Dosarul Electronic al Pacientului (DES) a fost introdus în 2014 pentru a centraliza informațiile medicale ale unui pacient într-un format electronic, accesibil atât medicilor, cât și pacienților.
Pentru a accesa dosarul, pacientul trebuie să primească o „Matrice de securitate” de la un medic înregistrat în sistem (medic de familie, clinician, medic de spital). Medicul trebuie să dețină o semnătură electronică înregistrată în Sistemul Informatic Unic Integrat (SIUI). După primirea matricei, pacientul va avea acces la portalul extern DES și va stabili o parolă pentru a accesa dosarul ulterior.

## Istoric
CNAS a fost înființată cu scopul de a asigura gestionarea fondurilor destinate sănătății și de a coordona unitățile din sistemul de asigurări sociale de sănătate. Aceasta a urmărit modelul de asigurări tip Bismark, cu asigurare de sănătate obligatorie, bazat pe principiul solidarității și funcționând în cadrul unui sistem descentralizat.
În perioada 1990-1998, România a funcționat cu un sistem de finanțare dualist, bazat pe bugetul de stat și fonduri externe (împrumuturi, fonduri PHARE). Sistemul de sănătate era coordonat centralizat de Ministerul Sănătății, cu direcțiile sanitare județene și municipale, rețele paralele în subordinea altor ministere și diverse spitale și instituții specializate. Direcțiile Sanitare Județene și Ministerul Sănătății au administrat fondurile de asigurare, dar de la 1 ianuarie 1999, CNAS a devenit instituția responsabilă de gestionarea acestora. 
Începând din anul 2000, CNAS a implementat contractul-cadru, care stabilește tipurile de servicii de sănătate, condițiile de acces și obligațiile furnizorilor. Acesta definește obligațiile caselor de asigurări și ale furnizorilor, inclusiv limitarea și planificarea costurilor, contribuind la clarificarea responsabilităților între părți.
Pentru a controla mai bine fondurile disponibile, a fost definit un pachet de servicii medicale esențiale acoperite prin asigurarea obligatorie de sănătate. Astfel, au fost incluse consultațiile de bază, îngrijirile primare, serviciile de urgență, precum și accesul la anumite medicamente esențiale și dispozitive medicale de bază.
CNAS a început să introducă și conceptul de co-plată pentru anumite servicii care nu erau strict necesare din punct de vedere medical. Acest lucru a avut rolul de a controla cheltuielile și de a încuraja responsabilitatea utilizării serviciilor de către asigurați.
În același an, CNAS a început să descentralizeze fondurile și structurile județene, permițând caselor județene de asigurări de sănătate să aibă autonomie mai mare. Această schimbare a avut drept scop o mai bună adaptare la nevoile specifice ale comunităților locale și o eficiență crescută în administrarea resurselor.
Intrarea în Uniunea Europeană a adus noi responsabilități, inclusiv implementarea cardului european de asigurat și tratamentele transfrontaliere.
Pe langă acestea există alte inițiative precum rețeta medicală electronică (SIPE) și dosarul electronic al pacientului (DES) care au fost implementate pentru a spori transparența și eficiența.
La 7 septembrie 2011, guvernul a aprobat un proiect de ordonanță de urgență privind trecerea CNAS în coordonarea Ministerului Sănătății.
În timpul pandemiei COVID-19, consultațiile medicale și rețetele electronice au putut fi acordate la distanță.

## Lista președinților CNAS
| Nr. crt. | Numele și prenumele        | Perioada                |
| 1.       | Dumitrache Constantin      | 08.01.1999 – 08.02.1999 |
| 2.       | Crețu Cristel              | 08.02.1999 – 10.03.1999 |
| 3.       | Gherghinescu Andrei        | 10.03.1999 – 29.07.1999 |
| 4.       | Ciocâlteu Alexandru        | 02.08.1999 – 08.09.2000 |
| 5.       | Păunescu Virgil            | 08.09.2000 – 02.10.2000 |
| 6.       | Bubenek-Turconi Șerban Ion | 02.10.2000 – 15.01.2001 |
| 7.       | Țurlea Eugeniu             | 15,01.2001 – 24.10.2003 |
| 8.       | Celea Cristian             | 24.10.2003 – 11.02.2005 |
| 9.       | Vlădescu Cristian          | 14.03.2005 – 20.02.2007 |
| 10.      | Ciurchea Vasile            | 20.02.2007 – 14.01.2009 |
| 11.      | Popescu Irinel             | 14.01.2009 – 10.12.2009 |
| 12.      | Duță Nicolae Lucian        | 10.12.2009 – 08.05.2012 |
| 13.      | Ionescu Dorin              | 08.05.2012 – 25.05.2012 |
| 14.      | Bădescu Doru               | 25.05.2012 – 14.06.2013 |
| 15.      | Bușoi Silviu Cristian      | 17.06.2013 – 27.02.2014 |
| 16.      | Țibichi Radu Gheorghe      | 03.03.2014 – 30.06.2014 |
| 17.      | Ciurchea Vasile            | 30.06.2014 – 22.04.2016 |
| 18.      | Țibichi Radu Gheorghe      | 22.04.2016 – 20.03.2017 |
| 19.      | Burcea Marian              | 21.03.2017 – 01.09.2017 |
| 20.      | Vulcănescu Răzvan Teohari  | 01.09.2017 – 22.11.2017 |
| 21.      | Mihai Laurențiu Teodor     | 23.11.2017 – 31.01.2018 |
| 22.      | Vulcănescu Răzvan Teohari  | 01.02.2018 – 24.01.2019 |
| 23.      | Cotel Adriana              | 25.01.2019 – 03.06.2019 |
| 24.      | Vulcănescu Răzvan Teohari  | 03.06.2019 -22.07.2019  |
| 25.      | Ciurchea Vasile            | 23.07.2019-18.11.2019   |
| 26.      | Adela Cojan                | 18.11.2019 – 21.01.2021 |
| 27.      | Adrian Gheorghe            | 21.01.2021 – 09.09.2021 |
| 28.      | Adela Cojan                | 09.09.2021 – 16.08.2023 |
| 29.      | Romică-Andrei Baciu        | 17.08.2023 – 13.12.2023 |
| 30.      | Cristian Celea             | 13.12.2023-14.01.2024   |
| 31.      | Valeria Herdea             | 15.01.2024 – prezent    |